# Smoking / No Smoking
Smoking / No Smoking je francouzsko-italsko-švýcarský dvoudílný hraný film z roku 1993, který režíroval Alain Resnais. Jedná se o adaptaci divadelní hry Intimate Exchanges britského dramatika Alana Ayckbourna z roku 1982. Některé zápletky se však v tomto celovečerním filmu nevyskytují. Film získal Césara pro nejlepší film.

## Děj
Příběh představuje sérii postav v malé yorkshirské vesničce v podání dvou herců (Sabine Azéma a Pierre Arditi), kteří hrají několik verzí svého života.

## Obsazení
| Pierre Arditi | Toby Teasdale / Miles Coombes / Lionel Hepplewick / Joe Hepplewick                    |
| Sabine Azéma  | Celia Teasdale / Sylvie Bell / Irene Pridworthy / Rowena Coombes / Josephine Hamilton |
| Peter Hudson  | vypravěč                                                                              |

## Ocenění
- Mélièsova cena
- César pro nejlepší film
- César pro nejlepší režii: Alain Resnais
- César pro nejlepší původní scénář nebo adaptaci: Jean-Pierre Bacri a Agnès Jaoui
- César pro nejlepšího herce: Pierre Arditi
- Nominace na Césara pro nejlepší herečku: Sabine Azéma
- César pro nejlepší výpravu: Jacques Saulnier
- Nominace na Césara pro nejlepší kameru: Renato Berta
- Nominace na Césara pro nejlepší zvuk: Bernard Bats a Gérard Lamps
- Nominace na Césara pro nejlepší střih: Albert Jurgenson